# Église Notre-Dame-de-l'Assomption de Puget-Théniers
L'église Notre-Dame-de-l'Assomption est une église catholique située à Puget-Théniers, en France.

## Localisation
L'église est située dans le département français des Alpes-Maritimes, sur le territoire de la commune de Puget-Théniers.

## Historique

### Le prieuré
Puget-Théniers dépendait de l'évêché de Glandèves. Après la dédition de Nice à la Savoie, en 1388, le diocèse se trouve à cheval entre le comté de Provence qui dépend du roi de France à partir de 1482 et les « Terres neuves de Provence » qui vont former le Comté de Nice qui se sont placées sous la souveraineté du comte puis duc de Savoie. Puget-Théniers fait partie du Comté de Nice et a été le siège du vicariat général du diocèse.
En 1066 l'église appartient à l’abbaye de Lérins. Cette abbaye possède alors de nombreuses propriétés alentour.
En 1378, le prieuré dit de Notre-Dame-de-Rodoline que possède l'abbaye de Lérins à Puget-Théniers est important. La priorale sert aussi d'église paroissiale. Les moines y ont une résidence avec cloître, vingt maisons et des granges, quarante-huit terres, des vignes et des champs.
La richesse de ce prieuré suscite des jalousies. Aux XVe siècle et XVIe siècle des démêlés opposent les moines et les consuls au sujet des dîmes et des réparations nécessaires à l’église.
La pauvreté du diocèse de Glandèves n'a pas permis de faire de l'église de Puget-Théniers une collégiale.
Le 4 juin 1599, le R.P. Lascaris, prieur, accepte d’entretenir deux moines et un prêtre pour le service de la paroisse sous condition que les droits de l'abbaye de Lérins soient sauvegardés. Cette situation va durer jusqu’en 1793.

### Architecture
L'église est à nef unique fermée par une large abside semi-circulaire. L'appareillage régulier de l'abside avec trois baies d'égales dimensions et sa frise en dents d'engrenage semblent montrer que sa construction date du dernier tiers du XIIIe siècle. La frise est surmontée d'une corniche en quart-de-rond qui marque la limite entre la partie ancienne et les surélévations plus récentes. Le mur de l'abside est relié aux murs gouttereaux de la nef par deux décrochements. L'architecture de l'église se rapproche de celle de la cathédrale de Senez, de l'église Notre-Dale-de-Valvert à Allos mais surtout de l'ancienne cathédrale Notre-Dame-de-la-Sed d'Entrevaux. L'abside, par la suppression de divisions verticales et de bandes lombardes, montre que la construction n'est plus sous l'influence de l'architecture lombarde mais que les maîtres d'œuvre ont dû être formés en Provence occidentale.
Le mur gouttereau nord garde la trace d’un ancien portail latéral disparu et muré.
La façade occidentale est remaniée au XVe siècle. C’est probablement à cette date que l'entrée de l'église est déplacée. Le nouveau portail est orné de colonnettes et surmonté d’un linteau avec un tympan sans décor. Le décentrement de l’oculus supérieur montre qu'il y a eu des remaniements tardifs.
Au XVIIIe siècle l’église est modifiée. L'église est surélevée entraînant la construction de nouvelles voûtes en stuc surbaissées. On augmente l'éclairage de la nef en ouvrant des baies polylobées dans le mur gouttereau sud dans chacune des nouvelles chapelles latérales qui ont été aménagées dans la nef.
La pauvreté du diocèse de Glandèves n'a pas permis de faire de l'église de Puget-Théniers une collégiale. La présence de deux églises à Puget-Théniers, celle du couvent des Augustins et la paroissiale, entraînait un partage des dons entre elles, en particulier à l'occasion des inhumations, dans une ville à l'économie limitée. L'évêque de Glandèves, Henri Hachette des Portes, supprima le couvent par une ordonnance du 15 mai 1783. Les biens du couvent ont alors été répartis entre le séminaire, l'hôpital d'Entrevaux. Son mobilier a été partagé entre la chapelle des Pénitents et l'église paroissiale.
L'église a été consacrée en 1805 par l'évêque de Nice Jean-Baptiste Colonna d'Istria.
À la suite du tremblement de terre de 1887 on fait appel au peintre tessinois L. Adami pour décorer la voûte. La décoration est terminée le 26 novembre 1888 avec des médaillons représentant saint Nicolas de Tolentino et sainte Apollonie en prison.
L'édifice est inscrit au titre des monuments historiques le 14 décembre 1989.

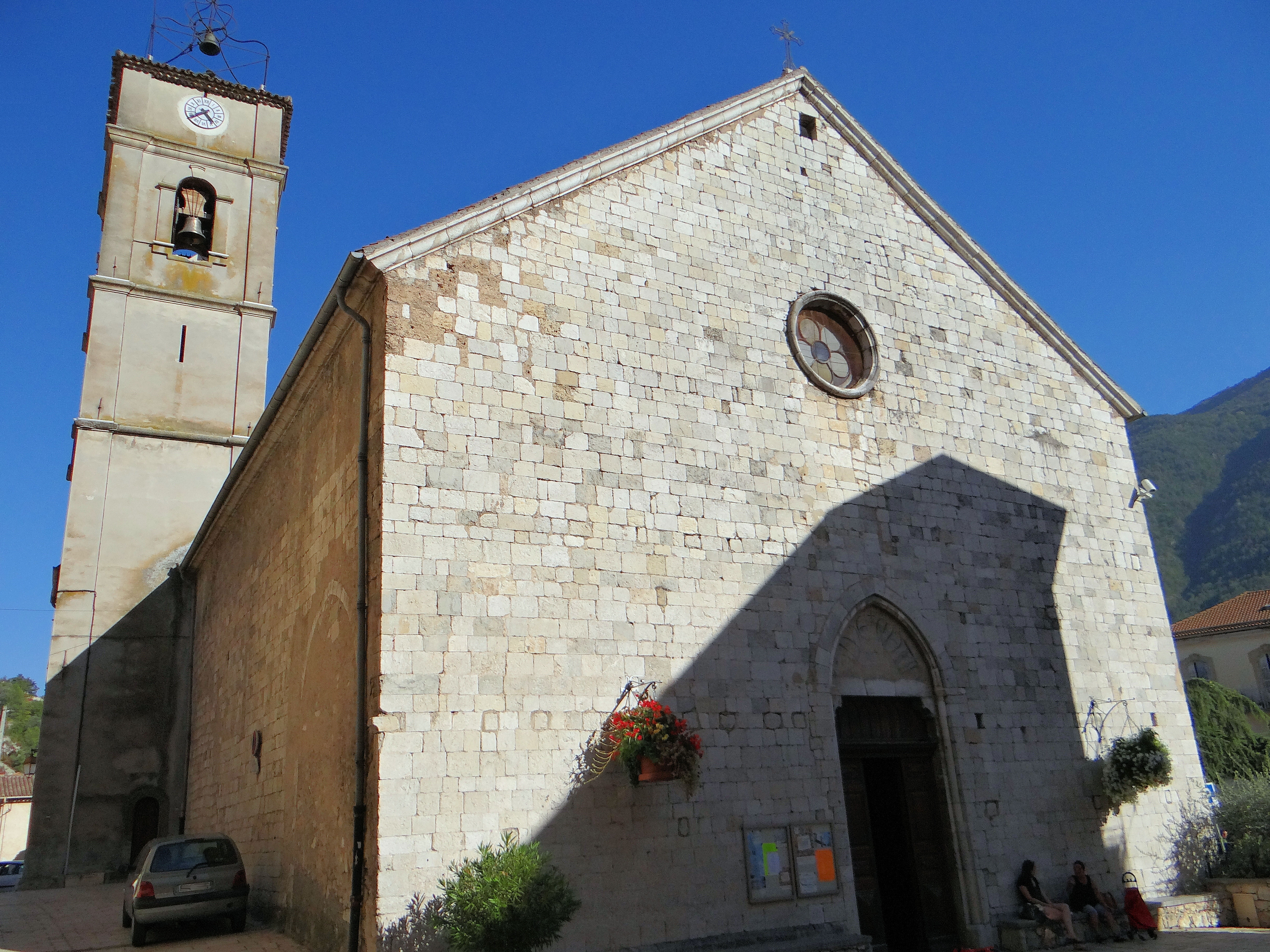
L'église : façade occidentale et clocher
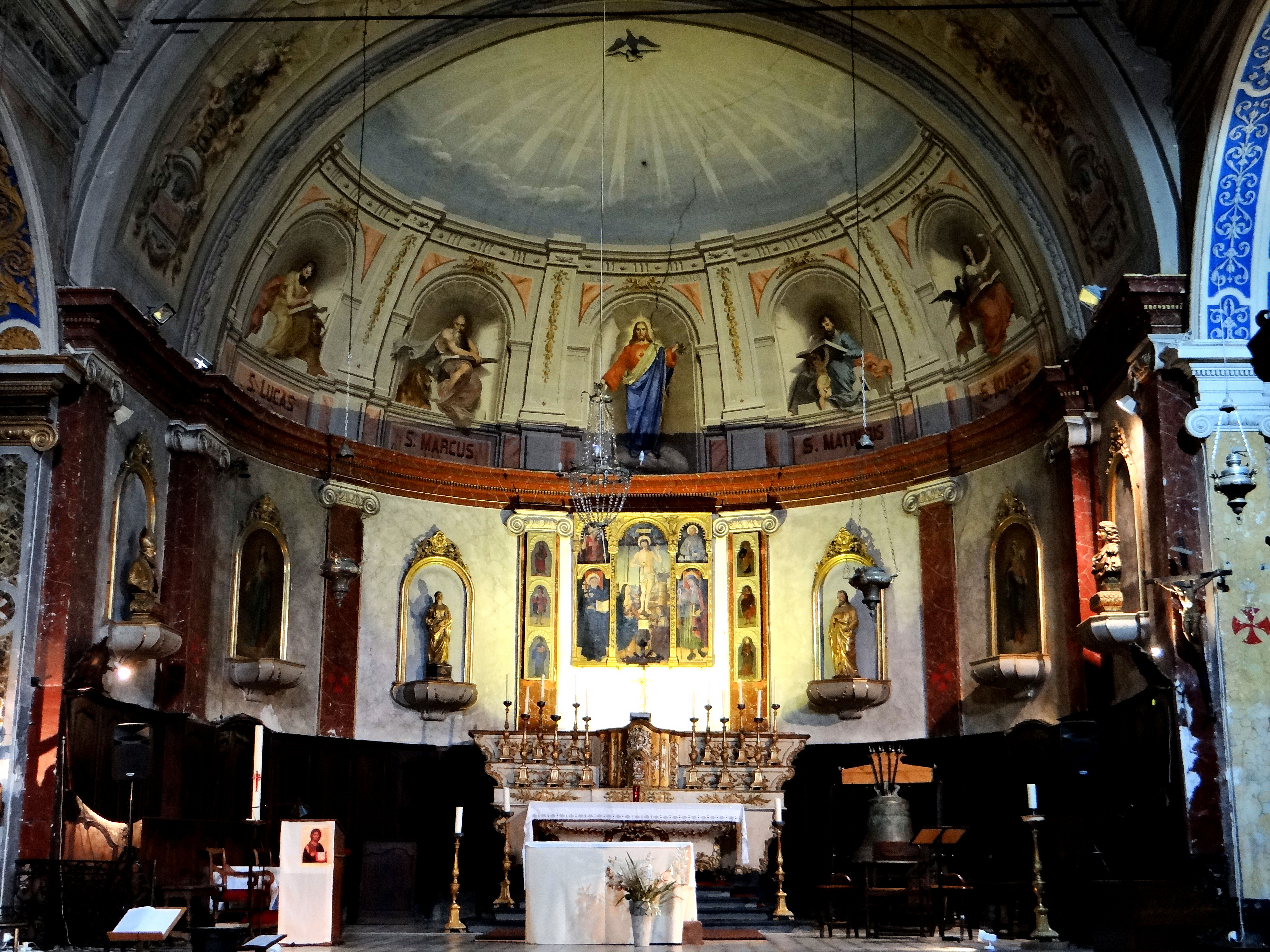
L'abside avec le maître-autel et le retable de Notre-Dame-de-Bon-Secours
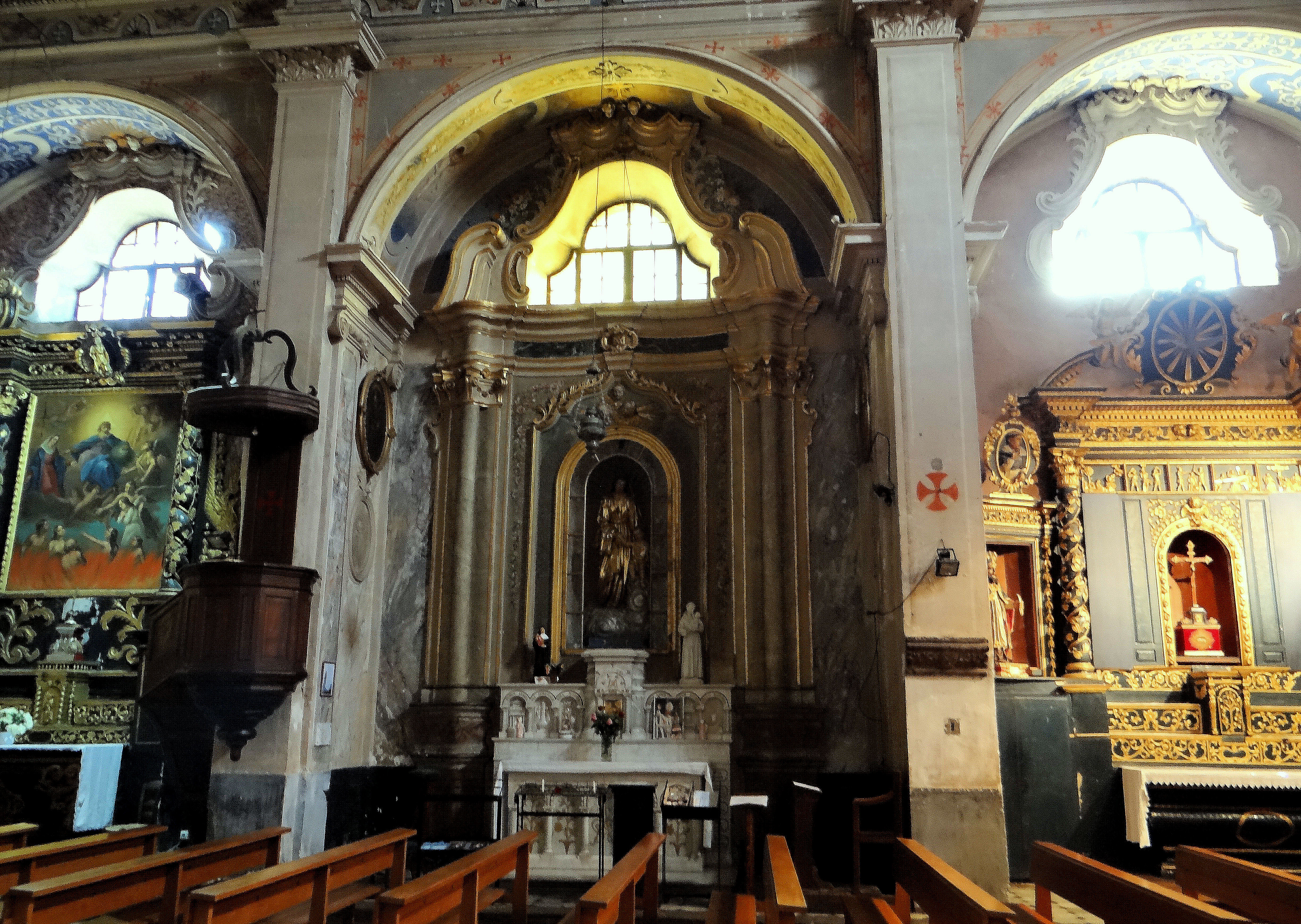
Chapelles latérales de droite avec le retable du Rosaire
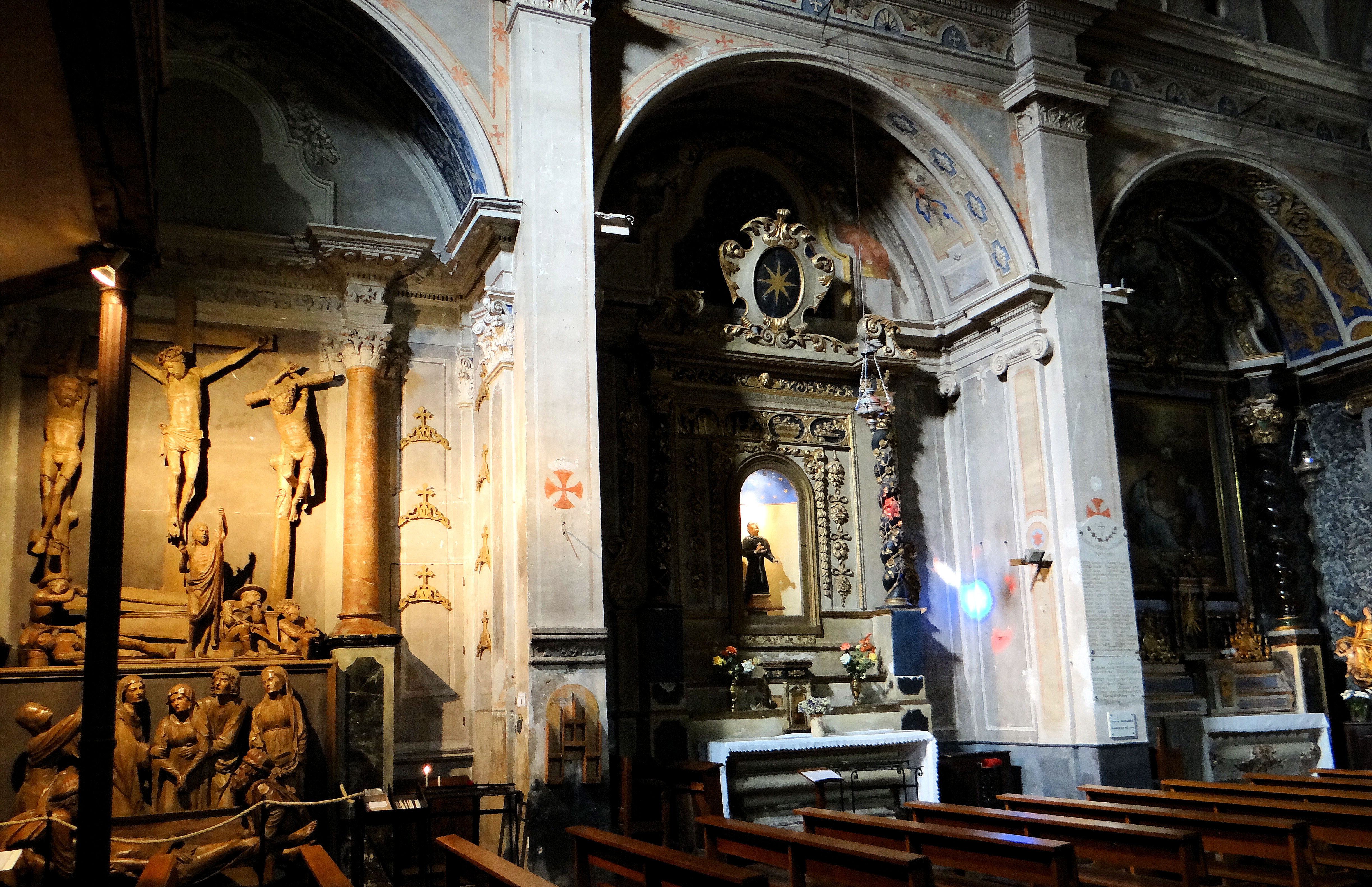
Chapelles latérales de gauche avec le groupe sculpté de la Passion et le retable de Saint-Nicolas-de-Tolentino
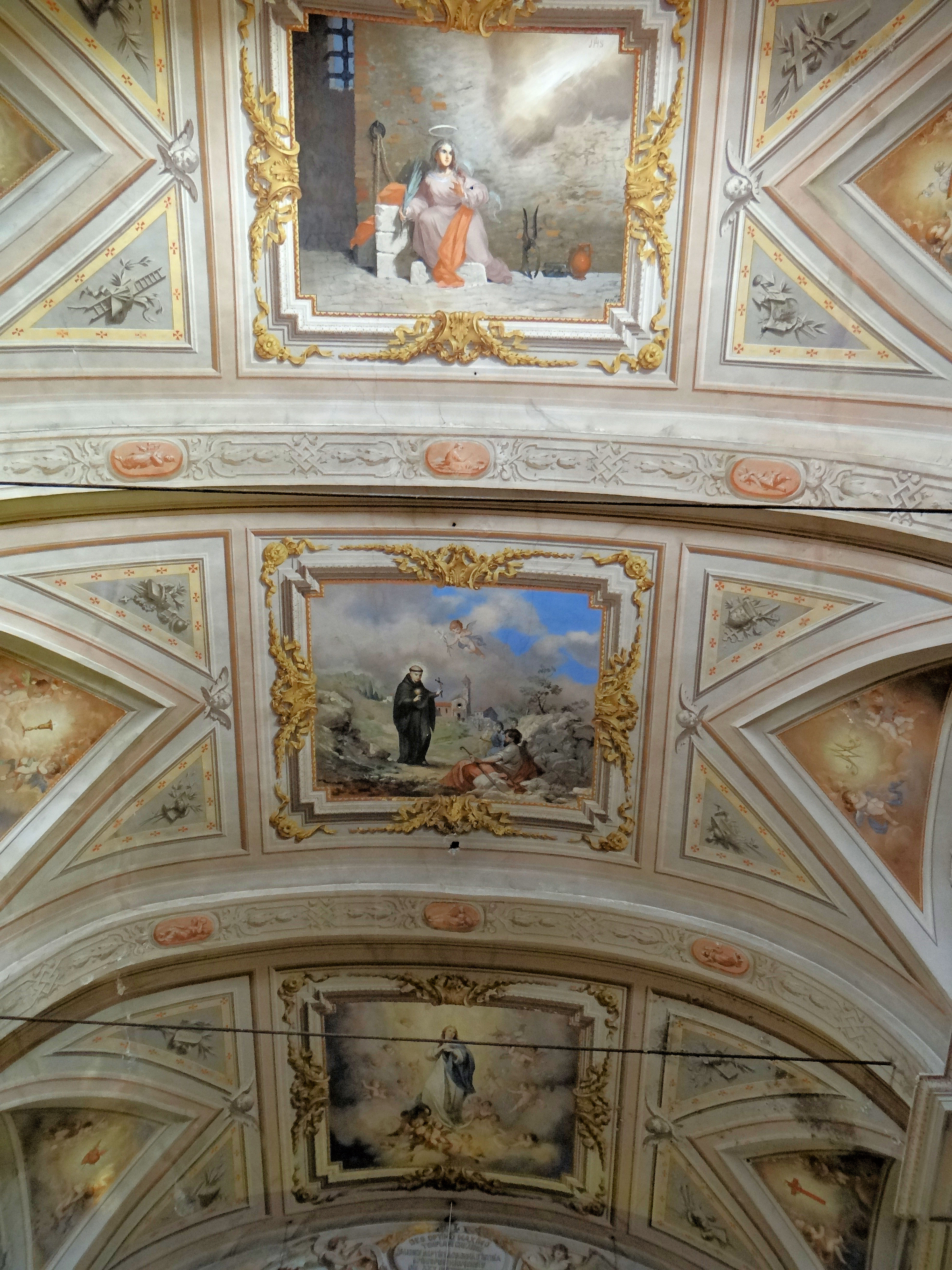
Décoration de la voûte de l'église peinte par L. Adami

## Mobilier

### Polyptyque de Notre-Dame-de-Bon-Secours
Le polyptyque est attribué à Antoine Ronzen. Il porte la date du 29 juillet 1525. Il n'en subsiste plus que le triptyque central. Un ange placé tient les armoiries du donateur dans l’écoinçon gauche. Sur l'autre un ange porte les armoiries de la Savoie.
Le polyptyque était destiné au maître-autel de l'église conventuelle Notre-Dame-de-Pitié des Augustins. C'est ce qui explique la présence de saint Nicolas de Tolentino à la droite du Christ, un des docteurs de cet ordre.
La seule œuvre signée d'Antoine Ronzen est le grand polyptyque de la Crucifixion qui se trouve dans la basilique Sainte-Marie-Madeleine de Saint-Maximin-la-Sainte-Baume. Les retables de Puget-Théniers et de Villars-sur-Var lui sont attribués par comparaison. D'origine flamande, formé à Venise vers 1500, il a travaillé en 1512 avec Antoine Bréa et s'est marié à Puget avant 1508.
On peut remarquer des palettes de couleurs nordique - gris, verts et bleus - et vénitienne - ocre et rouge vénitien. Par ses détails, on doit comprendre la signification symbolique du panneau central.

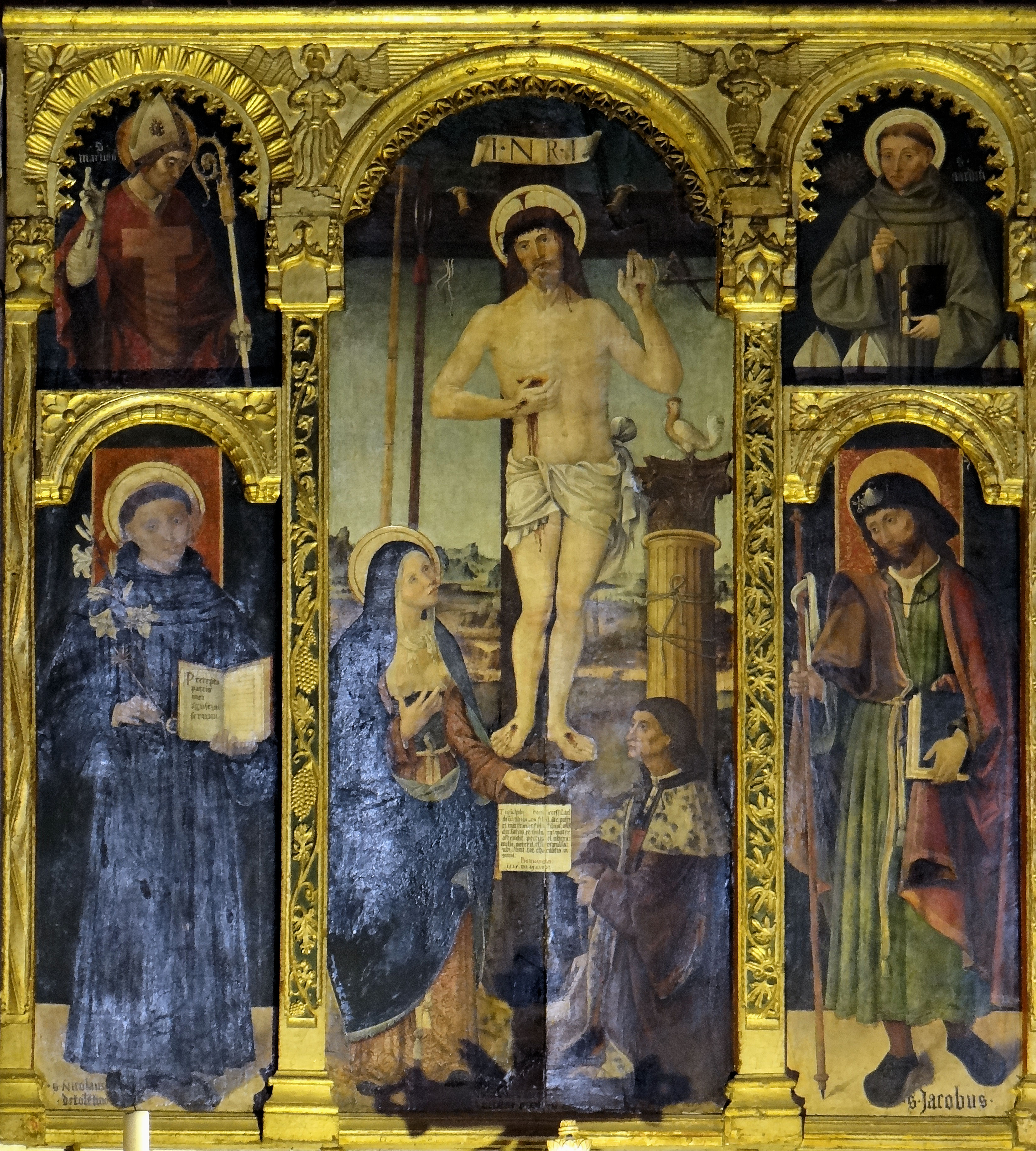
Le polyptyque dans son apparence actuelle. L'inscription aux pieds du Christ décrit le tableau : Tutum habet homo accessum ad Deum ubi habes filium ante patrem et matrem ante filium. Filius ostendit latus et vulnera. Mater ostendit pectus et ubera. Nulla poterit esse repulsa ubi sunt tot charitatis insignia[2].
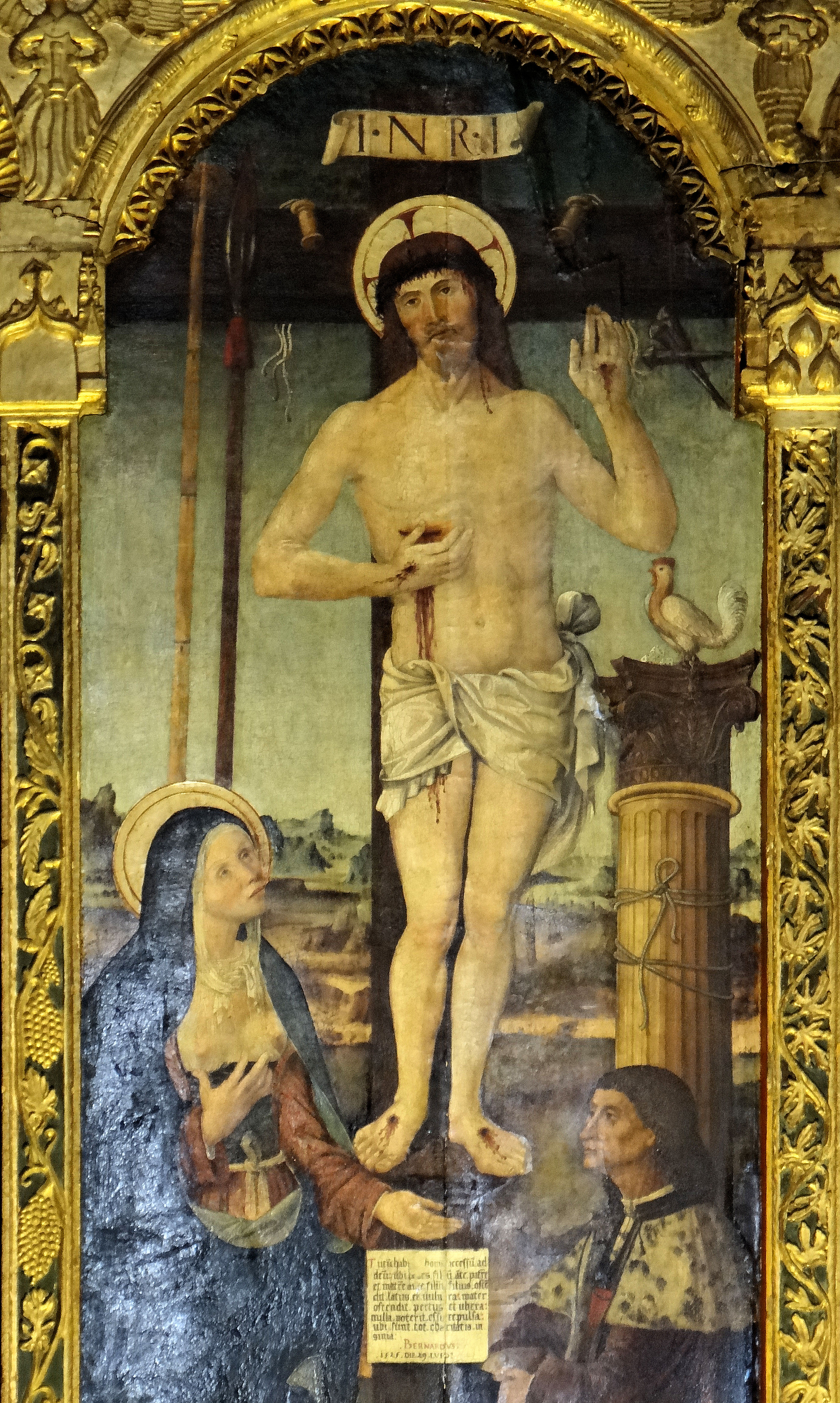
Panneau central : Le Christ sauveur, la Vierge intercédant et le donateur, un homme de justice probablement. Derrière, une colonne rappelant la flagellation de Jésus, au-dessus, un coq, en référence au reniement de saint Pierre.
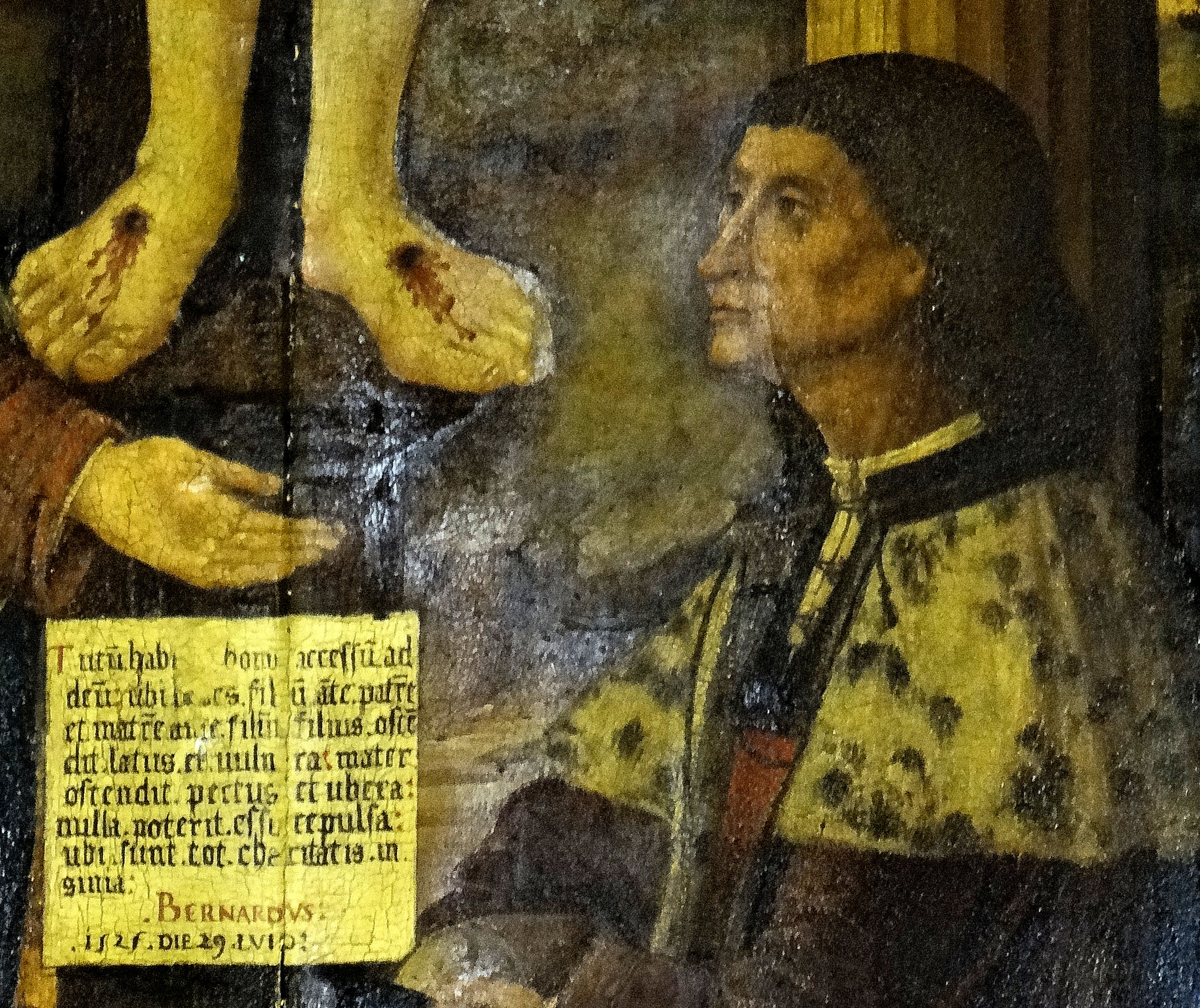
Le donateur, probablement un homme de justice, avec un écriteau sous les pieds du Christ donnant la date du 29 juillet 1525. La représentation illustre le De Laudibus Baete Mariae Viginis d'Arnaud de Chartres, inspiré par saint Bernard, d'où l'indication erronée de Bernardus.

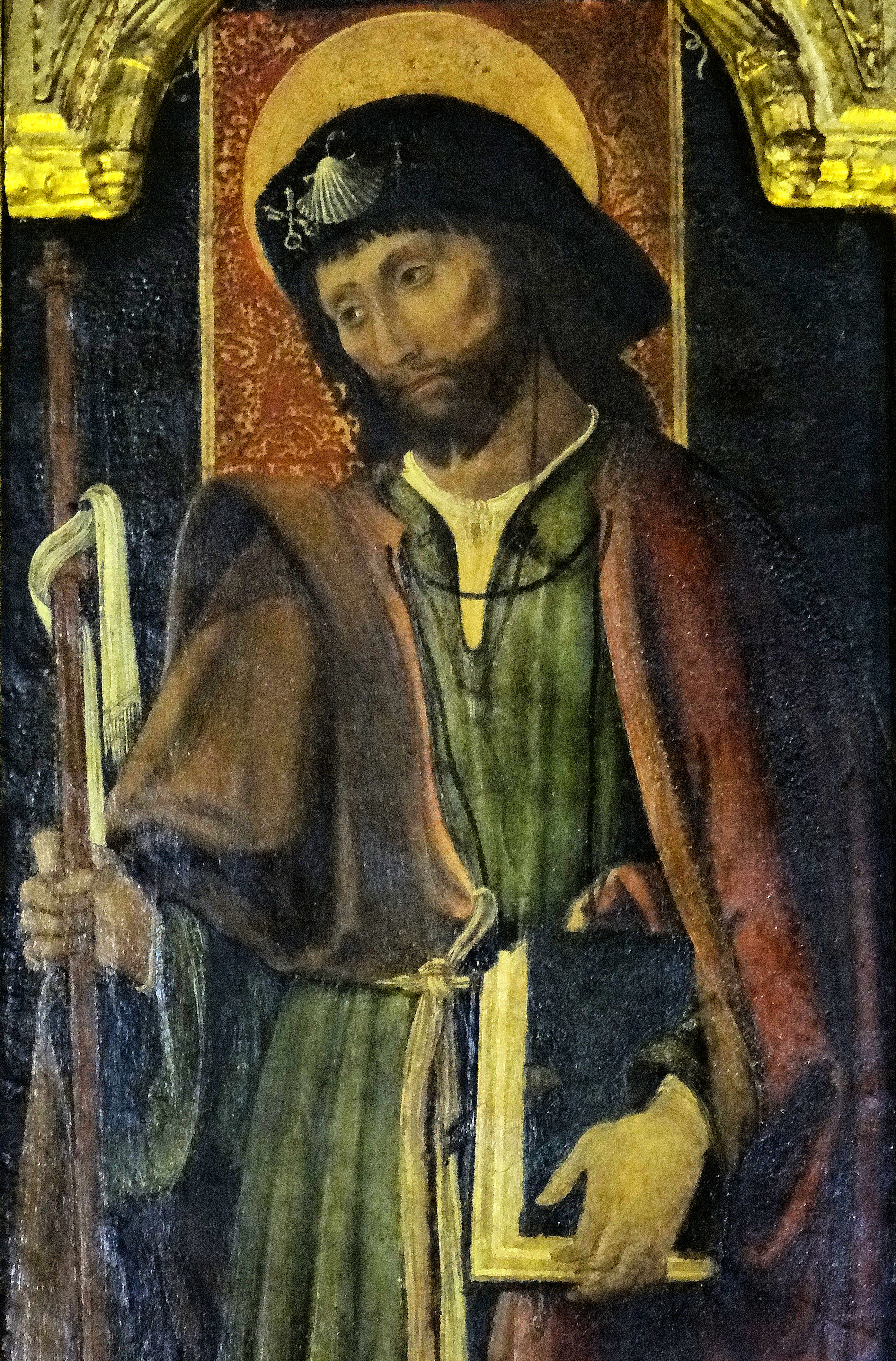
Panneau de droite : saint Jacques
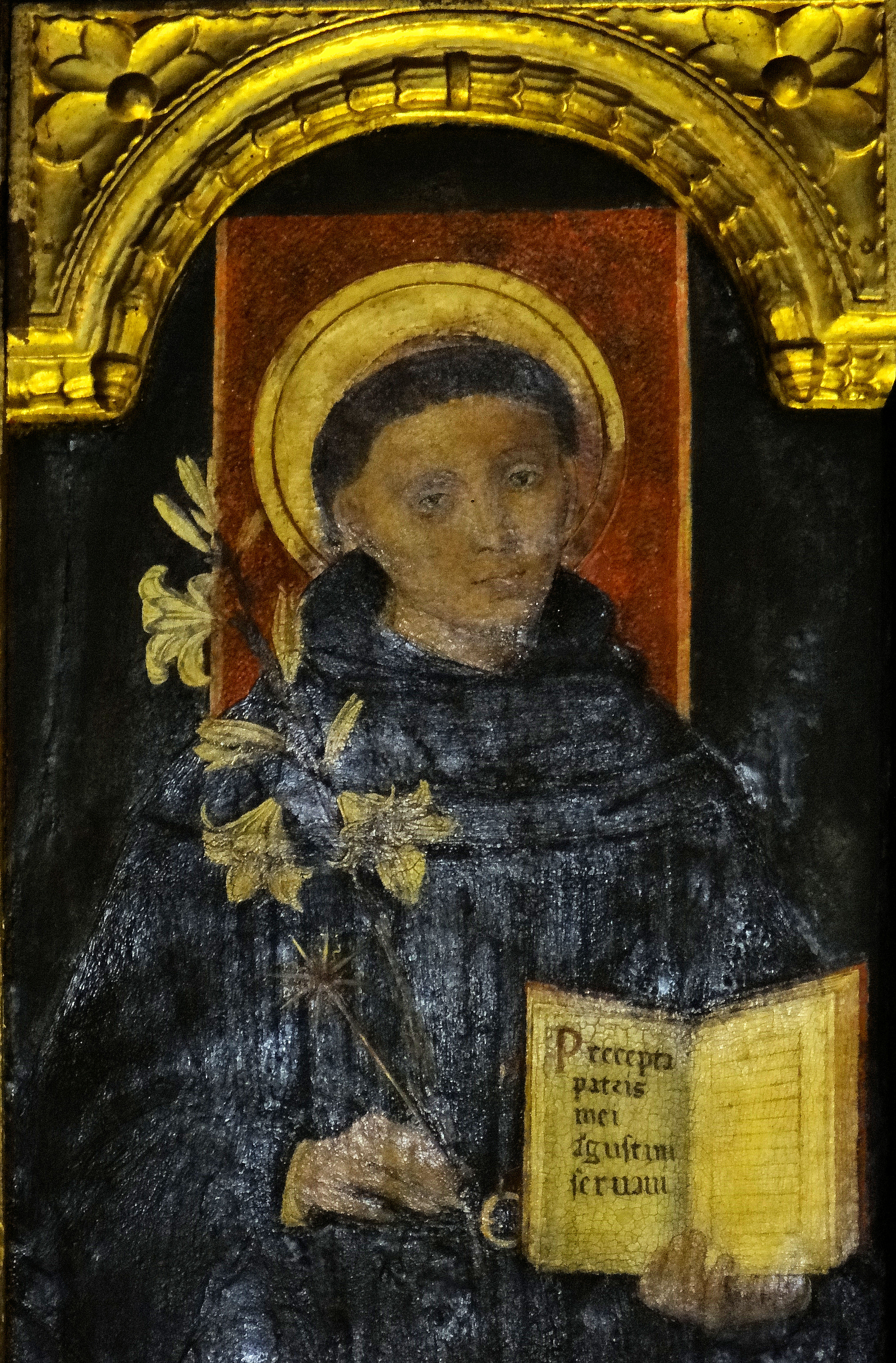
Panneau de gauche : saint Nicolas de Tolentino portant un livre ouvert

### Groupe sculpté de la Passion
Le groupe comprend trois ensembles :
- la Crucifixion,
- la mise au tombeau,
- la Résurrection.

Il a été réalisé en bois ciré, vers 1520, comme le montrent les habits. Il a d'abord été attribué à Mathieu d'Anvers qui a signé en 1524 la statue de saint Jean-Baptiste qui se trouve dans l'église de Villars-sur-Var et qui était présent à Colmars-les-Alpes en 1530. Cependant, l'inégalité de l'exécution a fait attribuer l'ensemble à un atelier bourguignon ou flamand à son retour d'Italie. Les deux premiers ensembles - la Crucifixion et la mise au tombeau - traduisent une influence germanique ou flamande, en particulier dans les visages des deux larrons, de Joseph d'Arimathie et de Nicodème. L'ensemble de la Résurrection montre une influence italienne.
Il se trouvait dans la chapelle des Pénitents avant d'être transféré dans l'église paroissiale, mais la tradition locale veut qu'il a été réalisé à la demande des augustins. Sa disposition n'est pas celle d'origine. La Résurrection devait être en premier plan, ce qui expliquerait que les personnages de la scène soient de plus petite taille pour augmenter l'effet de profondeur, devant la mise au tombeau et derrière la Crucifixion.

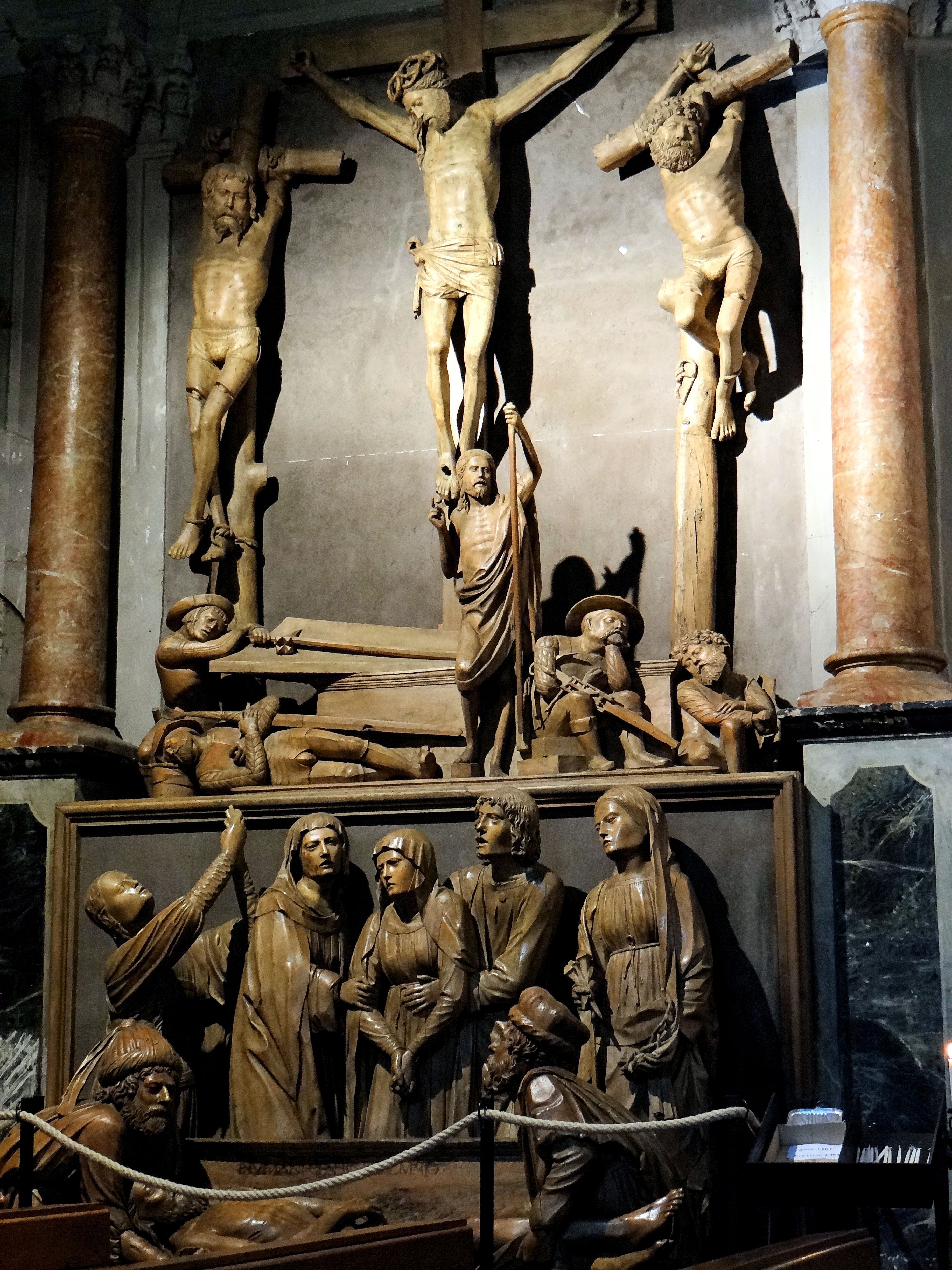
Ensemble
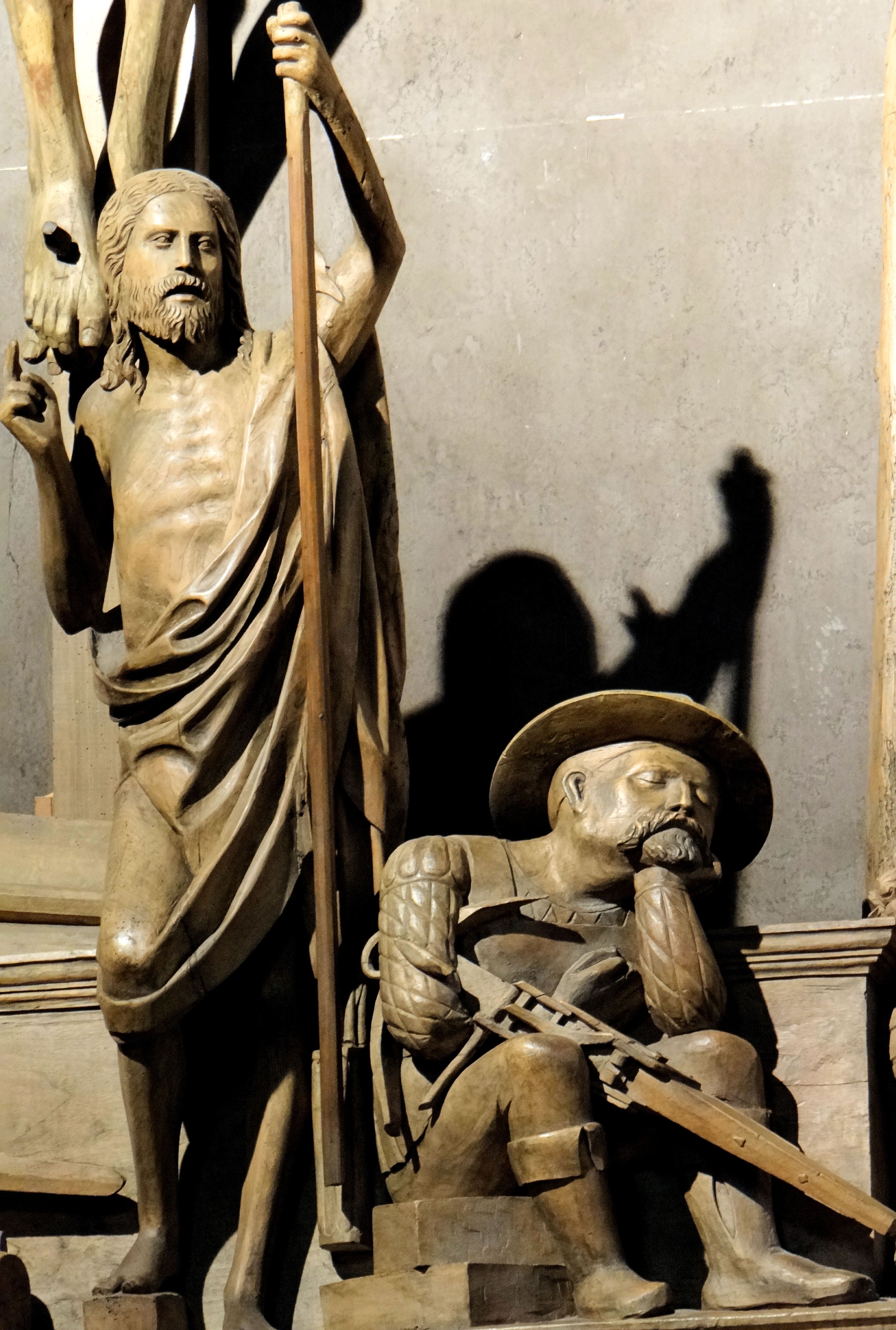
La Résurrection
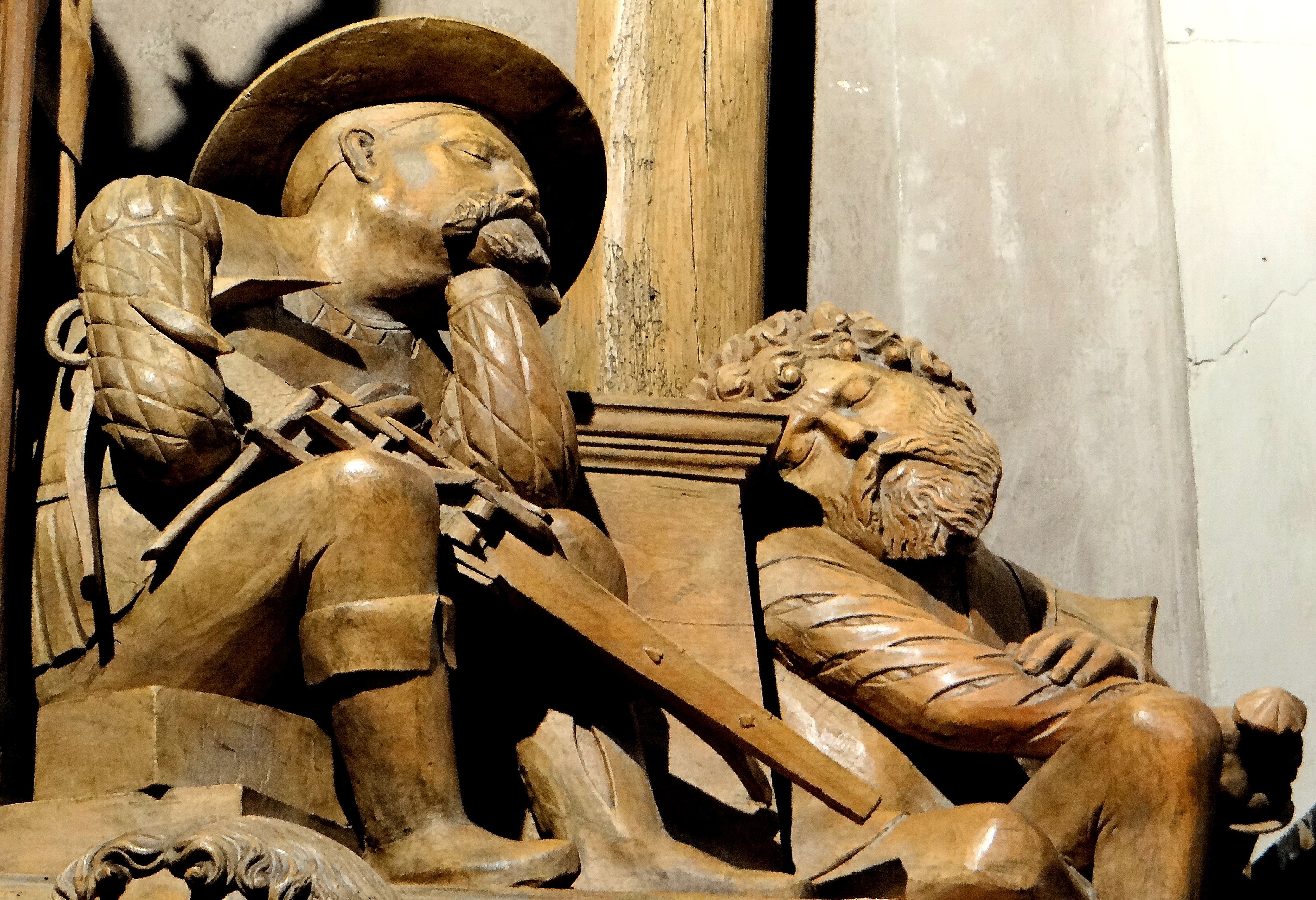
Résurrection : Soldats endormis avec une arbalète
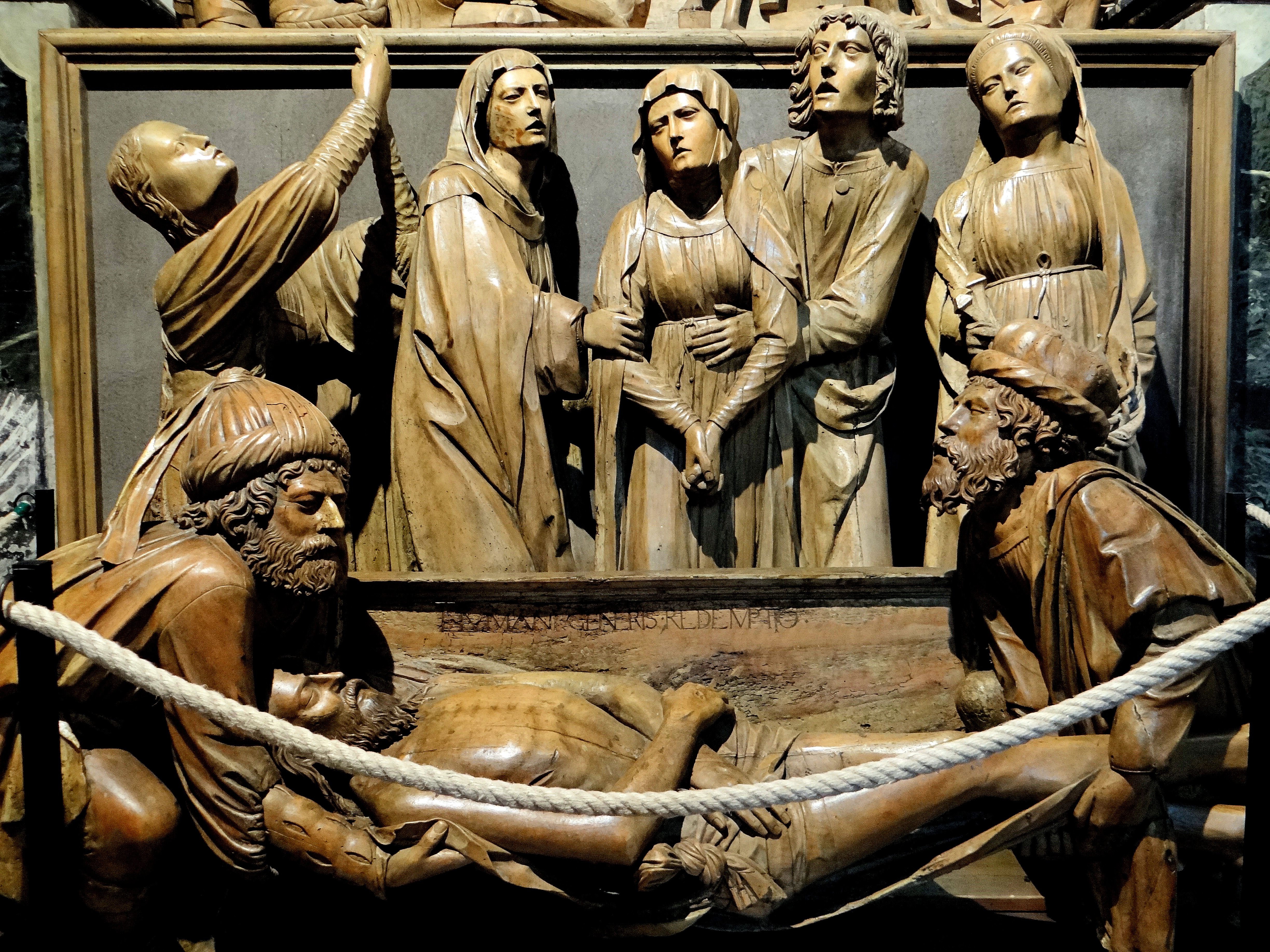
Groupe de la mise au tombeau
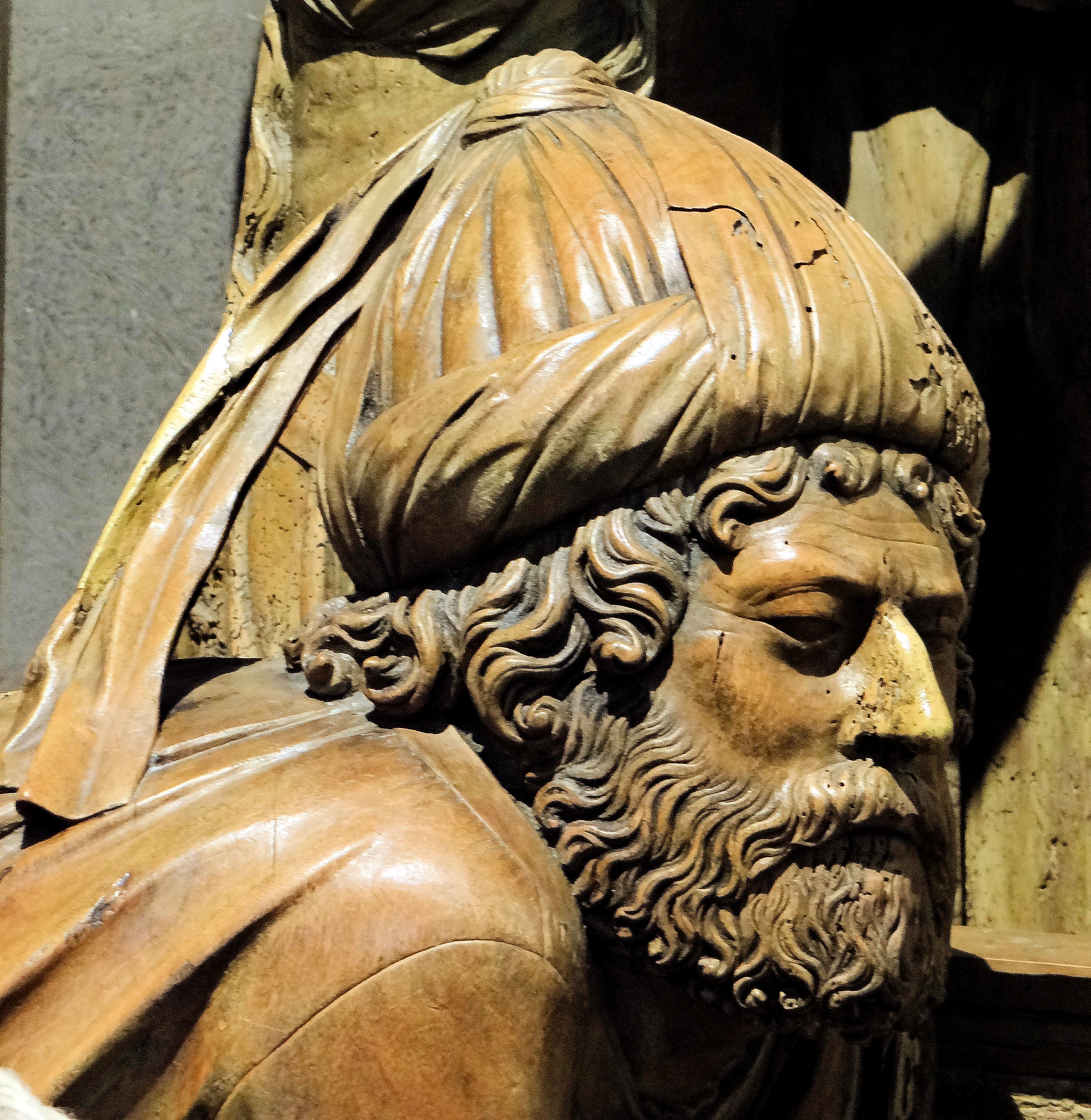
Mise au tombeau : Joseph d'Arimathie
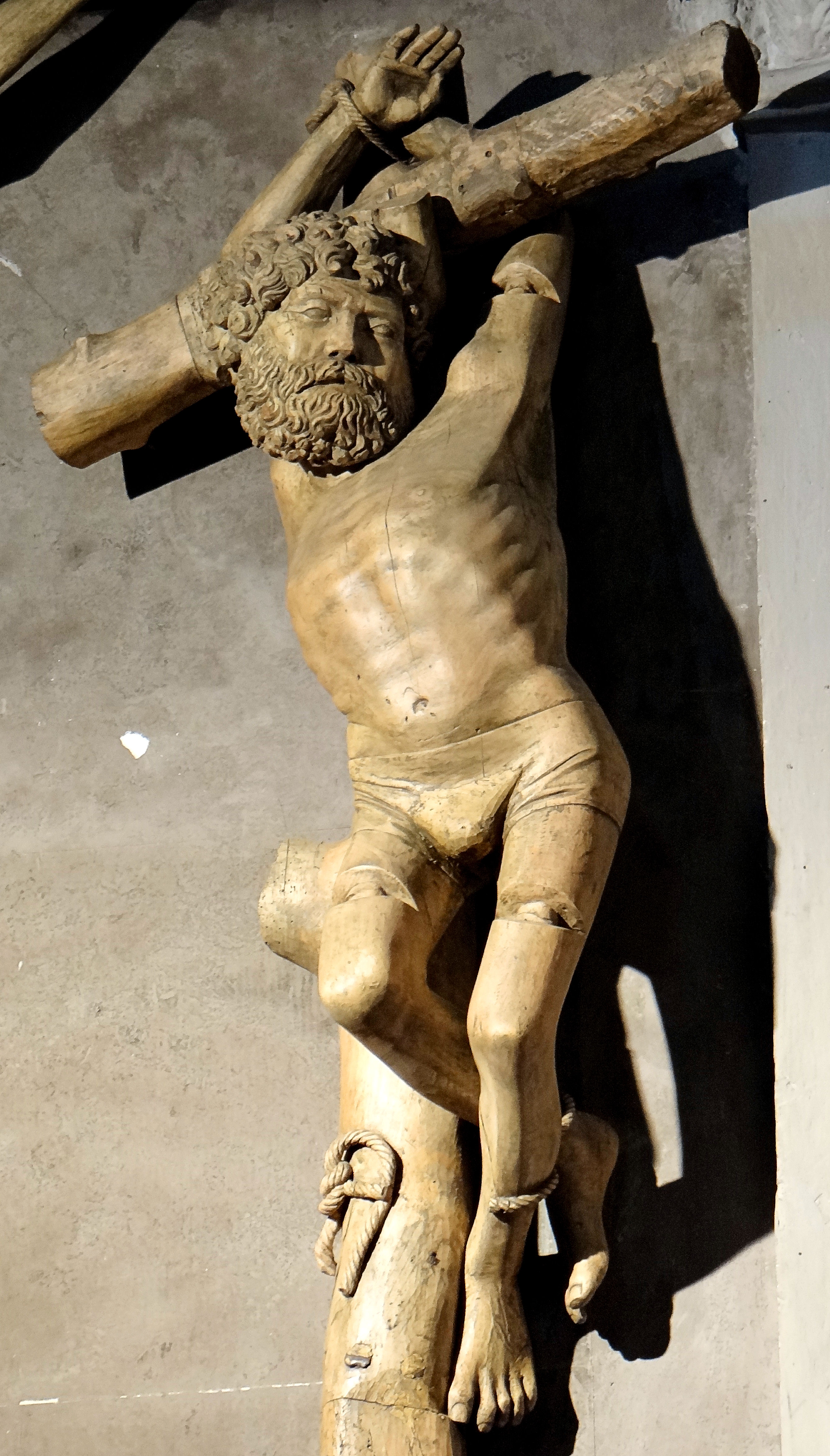
Crucifixion : Un larron

### Retable du Rosaire
Le retable du Rosaire a été réalisé vers 1730 pour l'église du couvent des Augustins. Il possède trois niches contenant la Vierge du Rosaire (remplacée aujourd'hui par un crucifix), saint Antoine ermite et saint Blaise. Des tableautins finement sculptés entourent la niche centrale et représentent les Mystères. Au-dessus des niches latérales, des représentations de saint Dominique et sainte Catherine de Sienne.

### Retable de Saint-Nicolas-de-Tolentino
Retable en bois avec niche centrale avec une statue moderne de saint Nicolas de Talentino.

### Maître-autel
Exécuté en boiseries sculptées, dorées et peintes vers 1770. Les stalles en bois ciré sont signées par un menuisier pugetois, H? Conil, vers 1770.

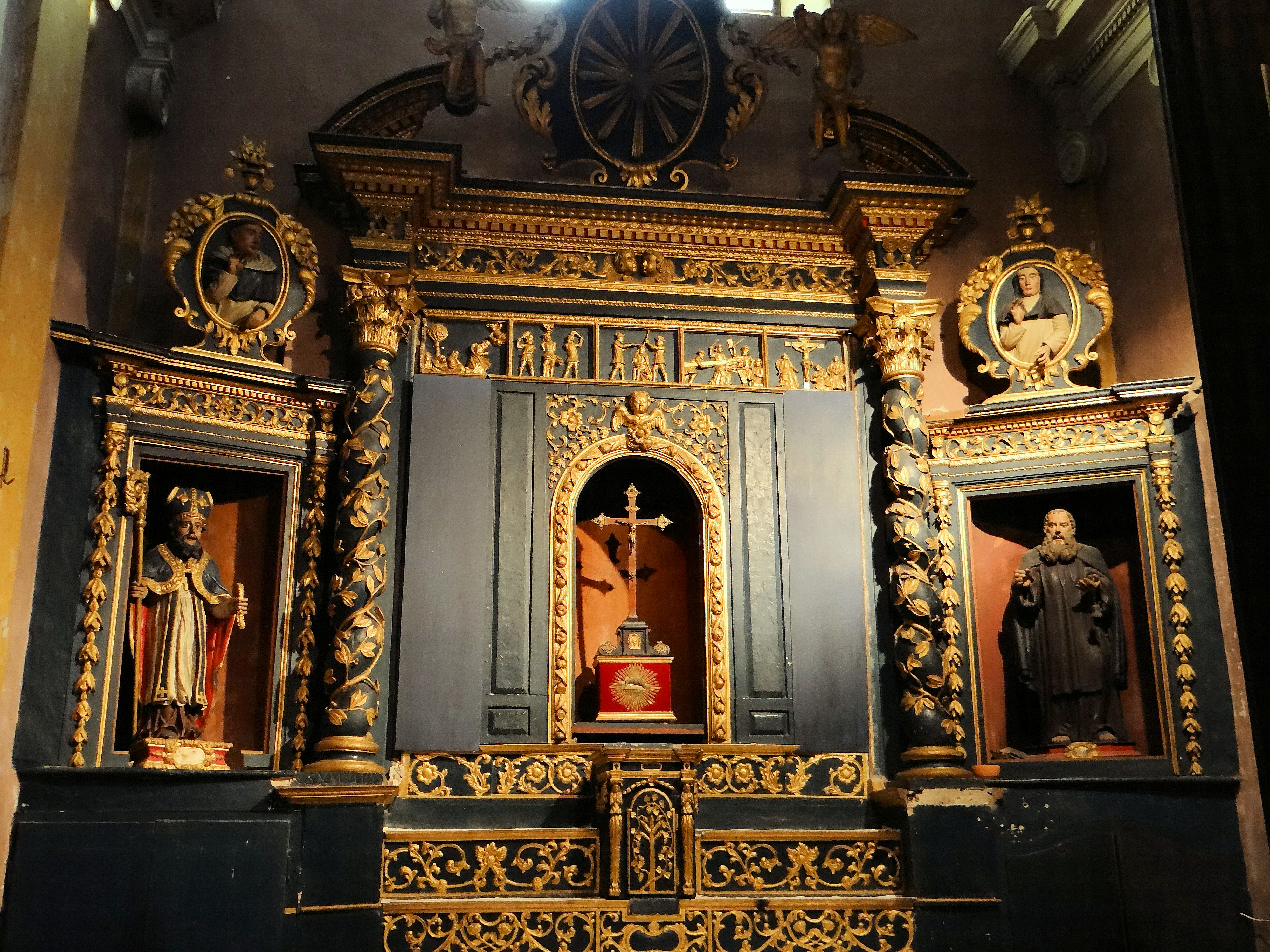
Retable du Rosaire
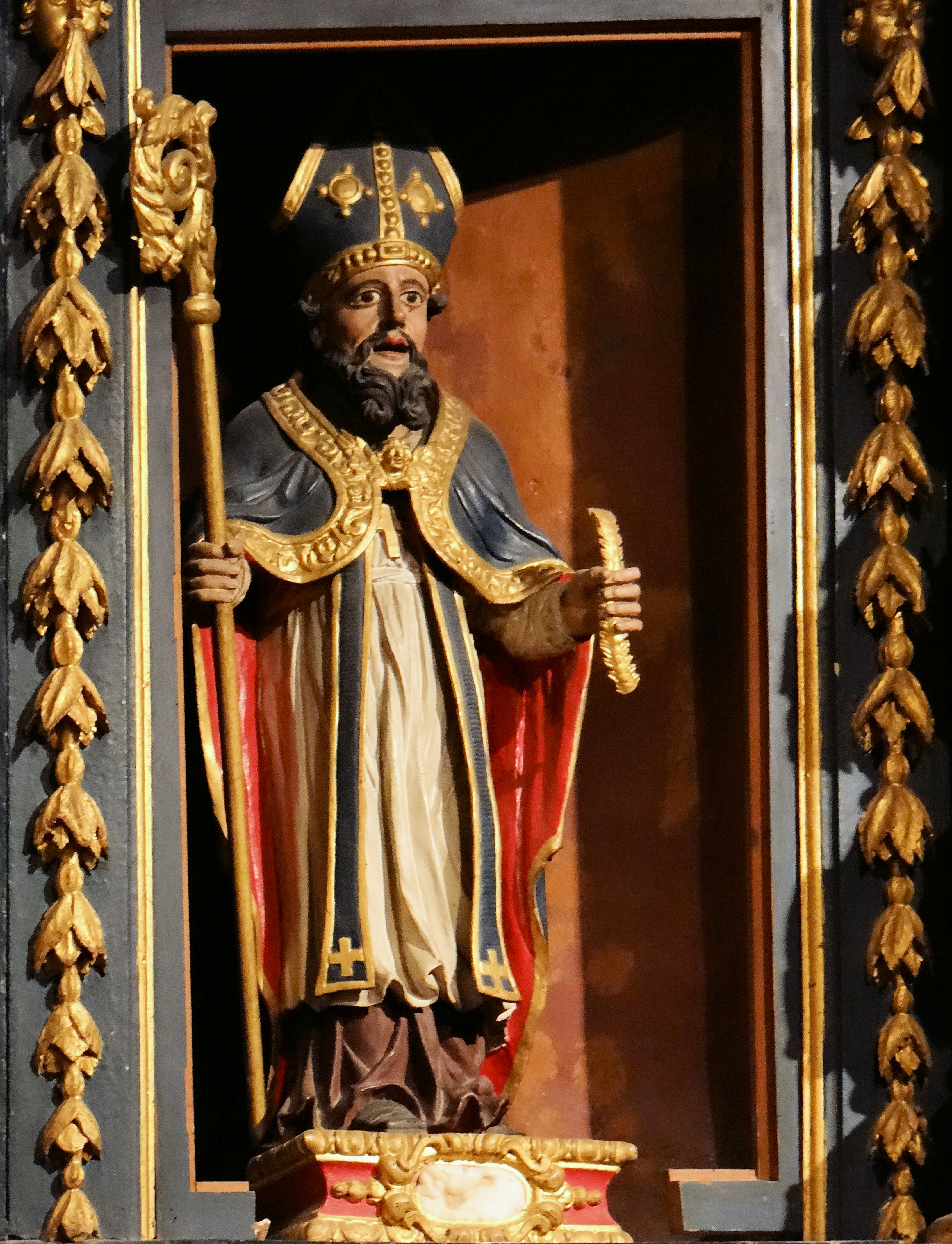
Retable du Rosaire : saint Blaise
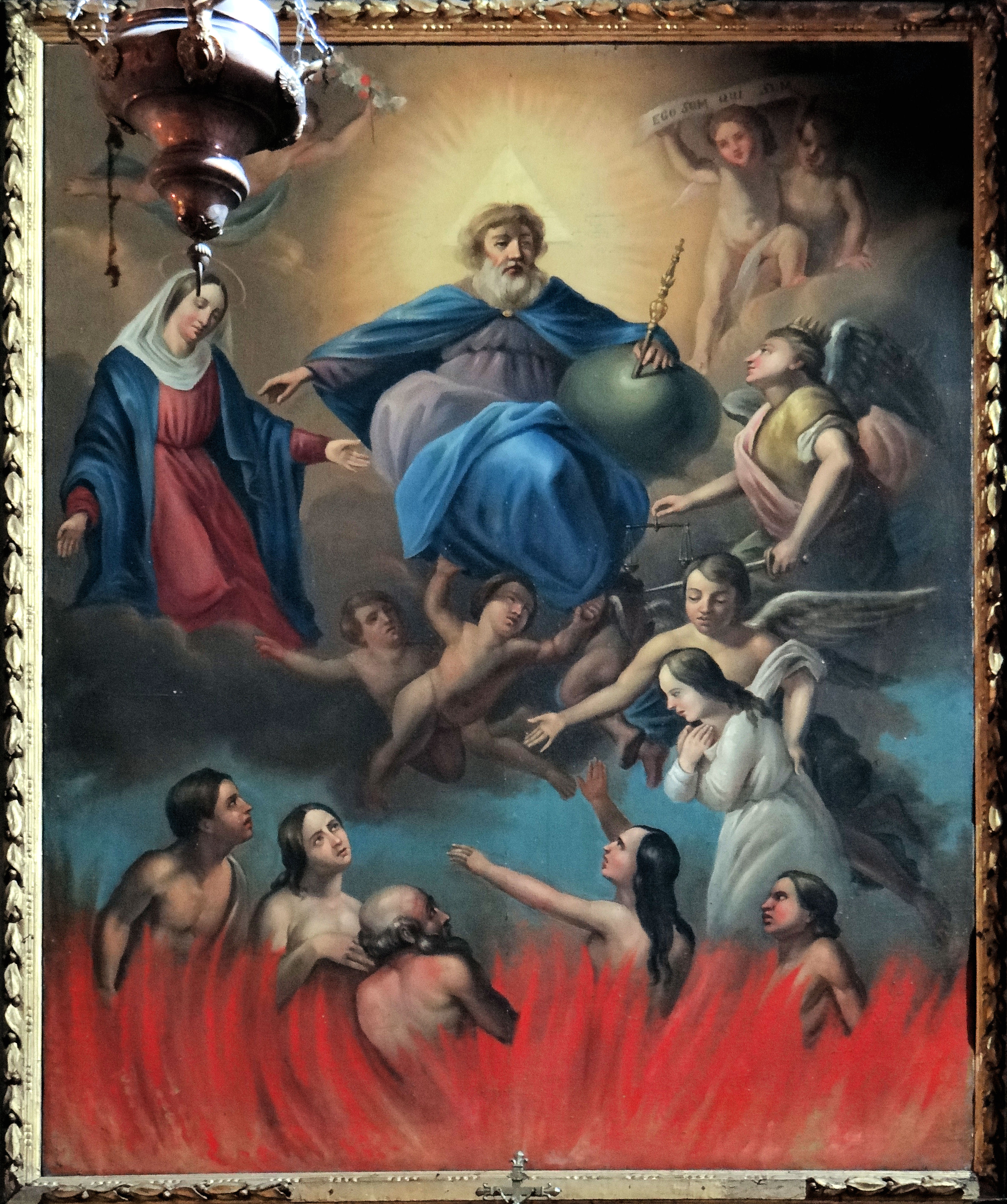
Tableau : Vierge intercédant auprès de Dieu pour sauver des pécheurs
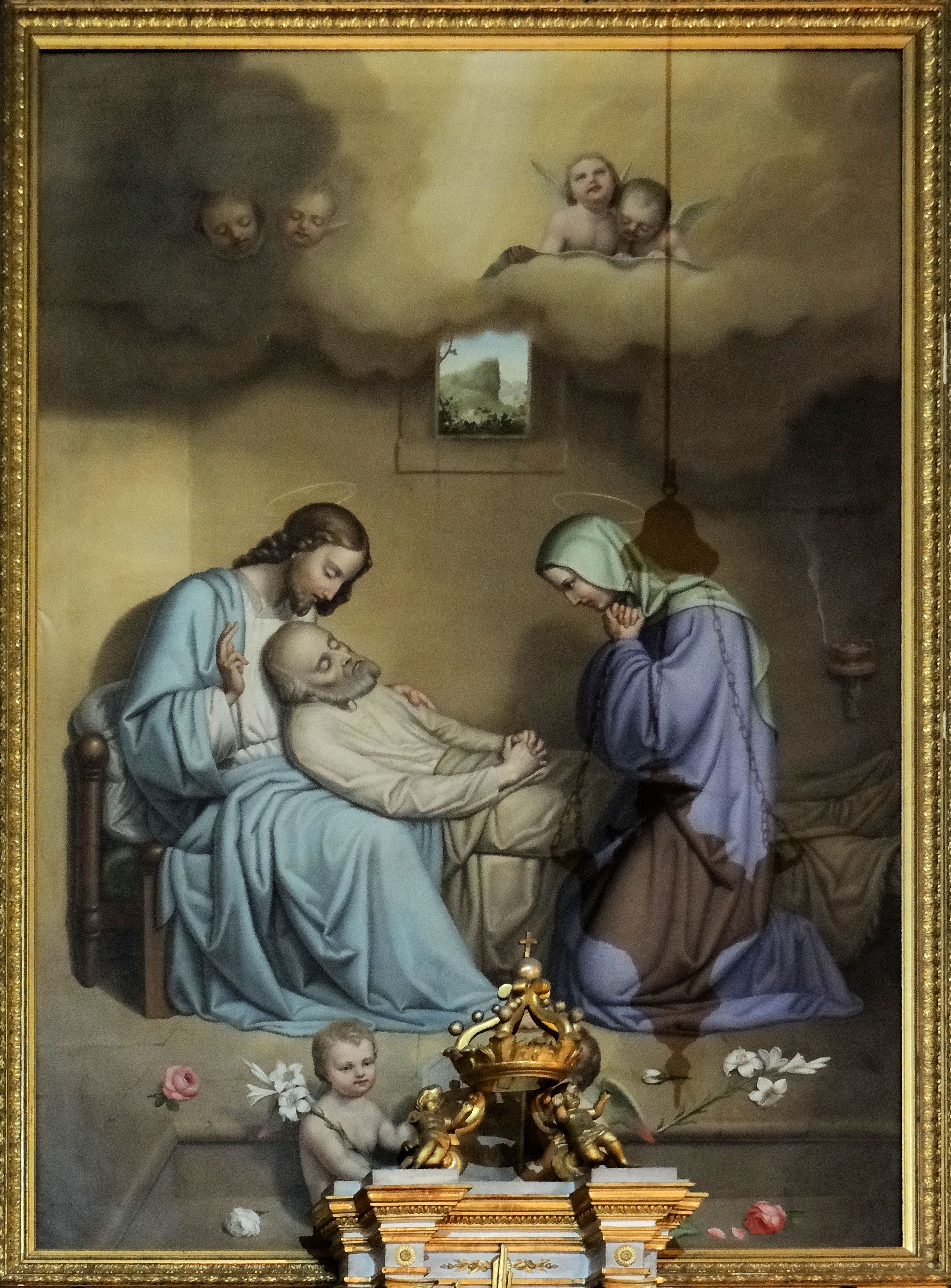
Tableau : La mort de Joseph